# ماریا دالبا
ماریا دالِبا (لهستانی: Maria Dulęba؛ زادهٔ ۱۷ اکتبر ۱۸۸۱ - درگذشتهٔ ۶ مهٔ ۱۹۵۹) هنرپیشهٔ تئاتر و سینمای لهستان بود. وی نخستین تئاترش را در سال ۱۹۰۲ بازی کرد و پس از آن در فیلم‌های صامت به ایفای نقش پرداخت. ازجمله فیلم‌های وی می‌توان به کنتس والوسکا اشاره کرد.